# Grammisgalan 2001
Grammisgalan 2001 hölls i Annexet i Stockholm den 19 februari år 2001, och gällde 2000 års prestationer. Galan sändes i TV 4.

## Priser
- Årets album: Teddybears Sthlm Rock'n'roll Highschool
- Årets låt: The Ark It Takes a Fool to Remain Sane
- Årets artist: The Ark We Are The Ark
- Årets pop/rockgrupp: Teddybears Sthlm
- Årets kvinnliga pop/rockartist: Lisa Nilsson Viva
- Årets manliga pop/rockartist: Thomas Rusiak Magic Villa'
- Årets nykomling: Thomas Rusiak Magic Villa
- Årets hårdrock: The Haunted The Haunted Made Me Do It
- Årets klubb/dans: Antiloop Fastlane People
- Årets hiphop/soul: Feven Hela vägen ut
- Årets dansband: Barbados Kom hem
- Årets jazz/blues: Lennart Åberg Seven Pieces
- Årets visa/folk: Rikard Wolff Min allra största kärlek
- Årets klassiska album: Håkan Hardenberger Plays Swedish Trumpet Concertos
- Årets barn: Doris & Knäckebröderna Me' Peps En randig skiva
- Årets textförfattare: Håkan Hellström
- Årets kompositör: Jörgen Elofsson
- Årets producent: Fabian "Phat Fabe" Torsson och Teddybears Sthlm
- Årets musikvideo: Thomas Rusiak med Teddybears Sthlm Hiphopper
- Öppen kategori: The Real Group Commonly Unique
- Juryns specialpris: Stefan Wermelin, radioproducent
- Juryns hederspris: Hans Alfredson

### Fotnoter
1. ↑  ”TV4 riks 2001-02-19”. Svensk mediedatabas. 19 februari 2001. https://smdb.kb.se/catalog/id/002993492. Läst 1 mars 2017.